# Dryopteris azorica
Dryopteris azorica (Christ) Alston é uma espécie de plantas pertencente à família Dryopteridaceae, endémica no arquipélago dos Açores.